# ゴドフロワ1世 (ルーヴェン伯)

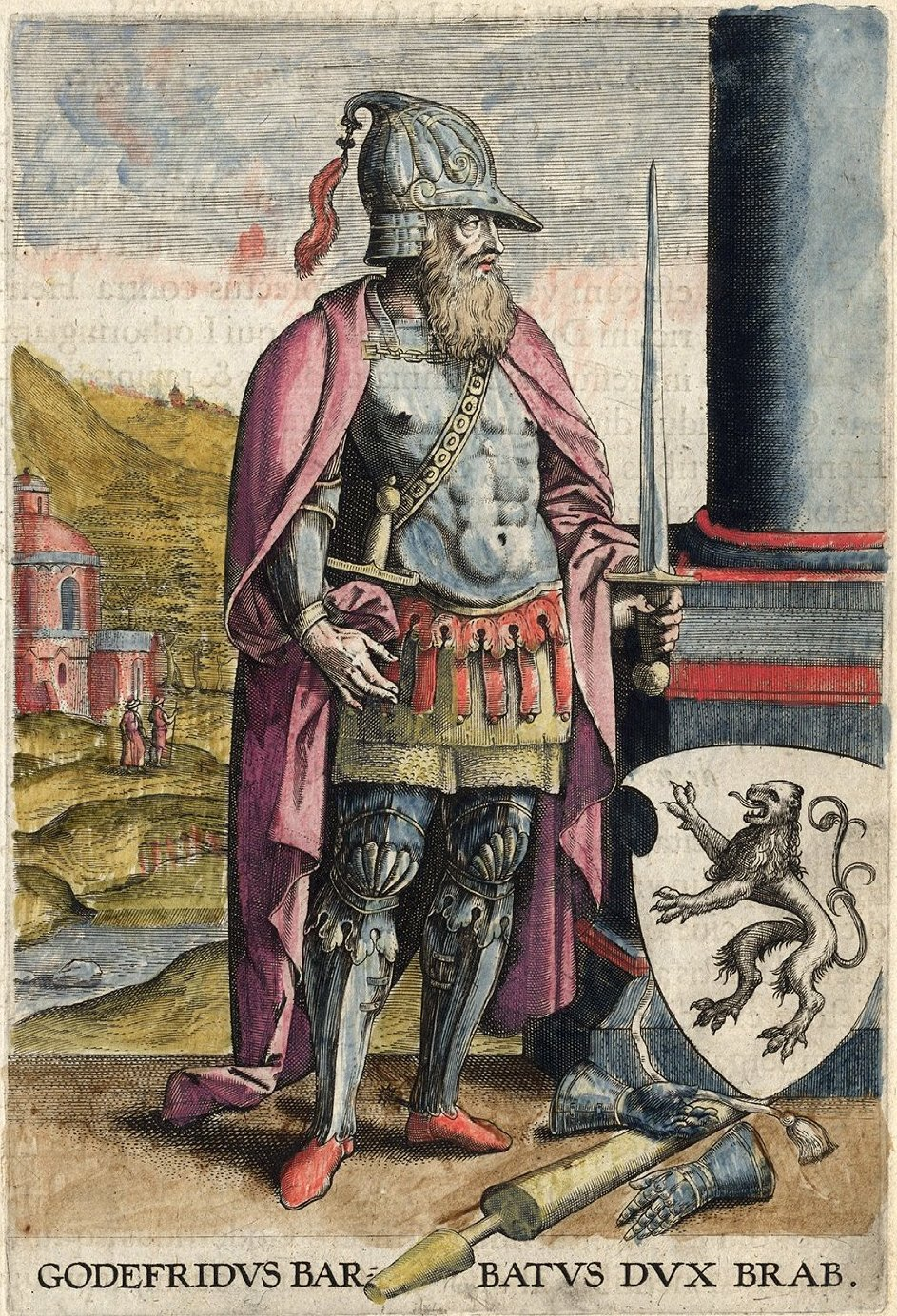
ゴドフロワ1世（16世紀画）

ゴドフロワ1世（フランス語：Godefroid I, 1063年ごろ - 1139年1月25日）またはゴットフリート6世（ドイツ語：Gottfried VI.）は、ルーヴェン伯およびブラバント方伯（1世、在位：1095年 - 1139年）、下ロートリンゲン公（6世、在位：1106年 - 1128年）。髭公（フランス語：le Barbu、ドイツ語：der Bärtige）とよばれる。

## 生涯
ゴドフロワ1世はルーヴェン伯アンリ2世とアデラの次男である。兄アンリ3世が1095年に死去した後、ゴドフロワはルーヴェン伯およびブラバント方伯となった。1106年には下ロートリンゲン公領およびアントウェルペン辺境伯領を与えられたが、1128年にリンブルフ伯ヴァルラム2世にこれらの支配権を譲ることを余儀なくされた。ただしロートリンゲン公の称号を名乗ることは許された。1129年にフランスのランにあるプレモントレ会のサン＝マルタン修道院長となり、ルーヴェンの近くに修道院を設立するよう要請された。このために、ゴドフロワは公園と狩猟屋敷を寄付し、翌年にパーク修道院（en）が創建された。
ゴドフロワは1139年1月25日に死去し、アーフリゲム修道院に埋葬された。息子ゴドフロワ2世（ゴットフリート7世）がルーヴェン伯位を継承した。

## 結婚と子女
1105年ごろにシニー伯オトン2世の娘イド・ド・シニー（1117/25年没）と結婚し、少なくとも5子をもうけた。
- アデライード（1103年 - 1151年） - イングランド王ヘンリー1世と結婚、初代アランデル伯ウィリアム・ド・アルビーニーと再婚
- ゴドフロワ2世（1107年頃 - 1142年） - ルーヴェン伯、下ロートリンゲン公（7世）
- クラリス（1142年没）
- アンリ（1141年没） - 修道士
- イド（1162年没） - クレーフェ公アルノルト1世と結婚

最初の妃イドの死後、ブルゴーニュ伯ギヨーム1世の娘でフランドル伯ロベール2世の未亡人クレマンスと再婚した。この結婚で子供は生まれなかった。
また、庶子が1人いる。
- ジョスラン（1121/36年 - 1180年） - ウィリアム・ド・パーシーの娘で相続人のアグネス・ド・パーシーと結婚。パーシー家の祖。